# ليزلي غرينغارد
ليزلي غرينغارد (بالإنجليزية: Leslie Greengard)‏ هو رياضياتي أمريكي، ولد في 1958 في لندن في المملكة المتحدة.